# Climacteris rufus
Climacteris rufus е вид птица от семейство Climacteridae.

## Разпространение
Видът е разпространен в Австралия.